# Məhəmməd Mirzəbəyov
Məhəmməd Mirzəbəy oğlu Mirzəbəyov (in russo Магомед Мирзабекович Мирзабеков?; Machačkala, 16 novembre 1990) è un ex calciatore russo naturalizzato azero, di ruolo difensore.